# Andrea Russotto
Andrea Russotto (Rome, 25 mei 1988) is een Italiaanse voetballer die onder contract staat bij Napoli. Hij werd op 25 juli 2008 overgenomen van Treviso.
In 2005 haalde Russotto met Italië op het EK onder 17 de derde plaats. Op het WK onder 17 in Peru (ook in 2005), werd Italië uitgeschakeld in de poulefase met in de poule Verenigde Staten, Noord-Korea en Ivoorkust.

## Treviso
Andrea Russotto doorliep bij Lazio Roma tot 2004 de jeugdopleiding. Tijdens het seizoen 2004/05 werd hij uitgeleend aan AC Bellinzona uit de Zwitserse Challenge League; het tweede niveau van Zwitserland. In januari 2005 keerde hij terug naar Rome om in de Serie C2 bij AS Cisco Roma te voetballen. In de seizoenen 2005/06 en 2006/07 speelde Russotto op huurbasis voor Treviso. In het eerste seizoen kreeg hij weinig speeltijd. Sterker nog; de eerste 33 wedstrijden deden de trainers Alberto Casavin – Casavin werd halverwege het seizoen ontslagen – en Diego Bortoluzzi geen beroep op hem. Op zaterdag 15 april 2006 mocht hij dan eindelijk z'n langverwachte debuut maken in de Serie A. In de thuiswedstrijd tegen Fiorentina, viel de 17-jarige Russotto vijf minuten voor tijd in voor Walter Baseggio. In 2006/07 speelde Russotto andermaal bij Treviso (nog steeds op huurbasis), maar nu in de Serie B. Dat jaar kreeg hij meer speeltijd en was hij zelfs een tijd basisspeler. Medio 2007 nam Treviso Russotto definitief over van Lazio. Na een sterk seizoen in de Serie B bij Treviso, werd vertrok hij op 25 juli 2008 voor 350.000 euro naar Napoli in de Serie A. Op zondag 28 september maakte Russotto in de uitwedstrijd tegen Bologna FC in Stadio Renato Dall'Ara zijn debuut voor Napoli in de Serie A. Tien minuten voor het einde van de wedstrijd viel hij in voor de Uruguayaan Marcelo Zalayeta.

### Carrière
| seizoen | club                | land        | competitie       | wed. | goals |
| ------- | ------------------- | ----------- | ---------------- | ---- | ----- |
| 2004/05 | AC Bellinzona       | Zwitserland | Challenge League | 9    | 1     |
| 2004/05 | → AS Cisco Roma     | Italië      | Serie C2/B       | 1    | 0     |
| 2005/06 | → Treviso           | Italië      | Serie A          | 4    | 0     |
| 2006/07 | → Treviso           | Italië      | Serie B          | 32   | 4     |
| 2007/08 | → Treviso           | Italië      | Serie B          | 31   | 1     |
| 2008/09 | → Napoli            | Italië      | Serie A          | 15   | 0     |
| 2009/10 | AC Bellinzona       | Zwitserland | Super League     | 8    | 0     |
| 2009/10 | → FC Crotone        | Italië      | Serie B          | 14   | 2     |
| 2010/11 | → FC Crotone        | Italië      | Serie B          | 31   | 1     |
| 2011/12 | AS Livorno          | Italië      | Serie B          | 3    | 0     |
| 2011/12 | → Carrarese Calcio  | Italië      | Serie C          | 11   | 1     |
| 2012/13 | FC Catanzaro        | Italië      | Serie C          | 21   | 6     |
| 2013/14 | FC Catanzaro        | Italië      | Serie C          | 29   | 2     |
| 2014/15 | FC Catanzaro        | Italië      | Serie C          | 30   | 7     |
| 2015/16 | US Salernitana 1919 | Italië      | Serie B          | 0    | 0     |
| 2015/16 | Catania Calcio      | Italië      | Serie C          | 25   | 6     |
| 2016/17 | Catania Calcio      | Italië      | Serie C          | 30   | 2     |
| 2017/18 | Catania Calcio      | Italië      | Serie C          | 30   | 6     |
|         | totaal:             | totaal:     | totaal:          | 324  | 39    |